# Asplenium caucasicum
Asplenium caucasicum är en svartbräkenväxtart som först beskrevs av Fraser-jenk. och Lovis, och fick sitt nu gällande namn av Ronald Louis Leo Viane. Asplenium caucasicum ingår i släktet Asplenium och familjen Aspleniaceae. Inga underarter finns listade.

## Bildgalleri

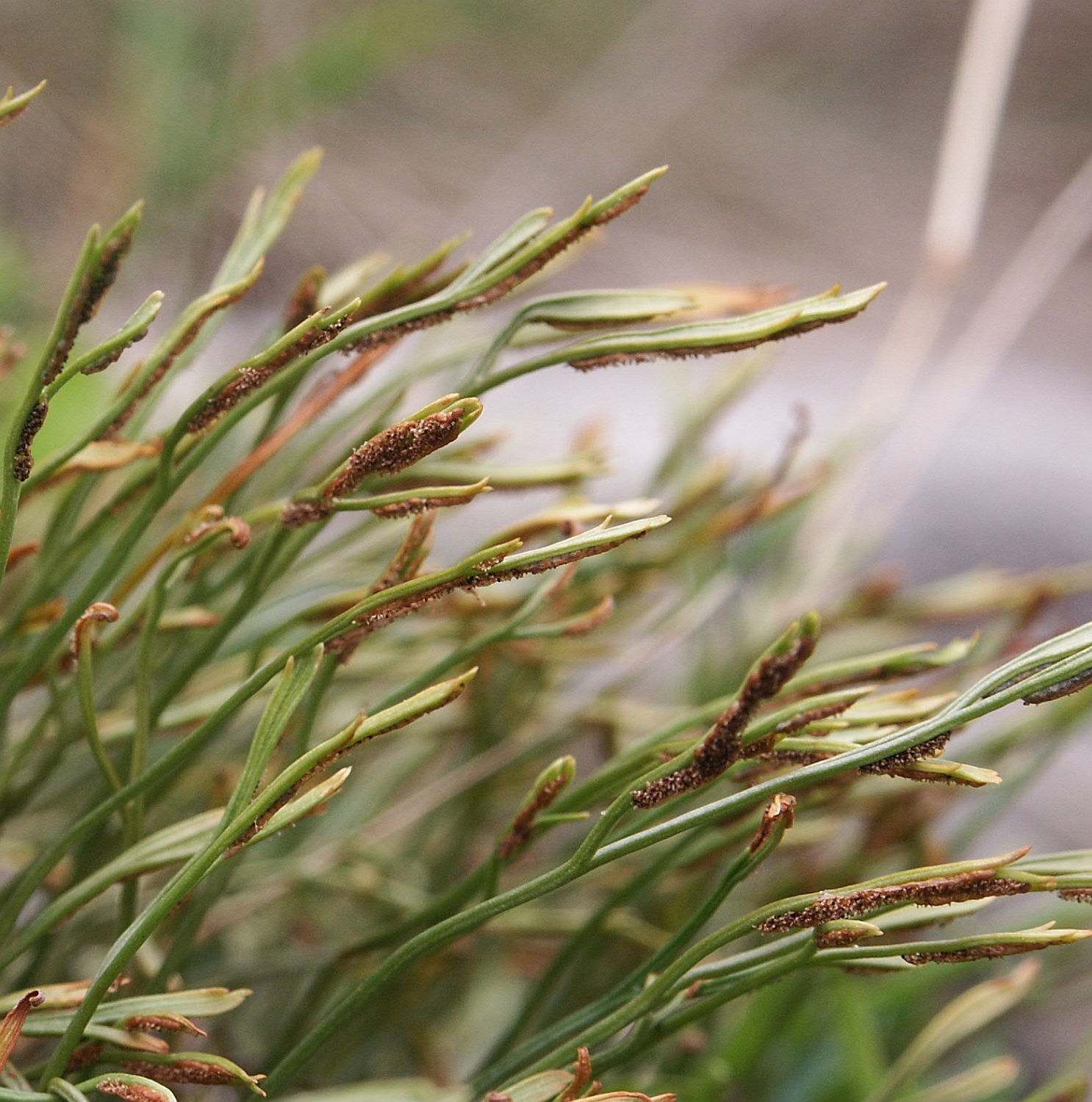